# Месягутовський кантон
Месягутовський кантон (башк. Мәсәғүт кантоны) — кантон у складі Автономної Башкирської Радянської Республіки (1922—1930 рр.).
Адміністративний центр — с. Месягутово.

## Географічне положення
Месягутовський кантон був розташований у північно-східній частині Башкирської АРСР. Кантон на заході межував з Бірським кантоном Башкирської АРСР, на сході — з Пермською губернією, на північному сході — з Єкатеринбурзгською губернією, на північному сході та півдні — з Челябінській губернією, на південному-заході — з Уфімським кантоном.

## Історія
Месягутовський кантон був утворений 5 жовтня 1922 року в складі Башкирської Автономної Радянської Республіки з волостей Дуван-Кущінського кантону.
За постановою Президії Башкирського ЦВК від 24 січня 1923 року на території Месягутовського кантону було утворено 9 волостей.
1 березня 1923 року Азигуловська і Ювінськая волость відійшли до Красноуфимського повіту, Шокуровська волость — до Єкатеринбургського повіту. Крім того, до складу кантону були включені Петропавлівська волость, а 14 листопада — частина 1-ї Айлінської волості Златоустівського повіту.
За рішенням Президії Башкирського ЦВК від 31 січня 1924 року на території Месягутовського кантону було утворено 11 волостей, а декретами ВЦВК від 15 грудня 1924 р. і 14 червня 1926 — 10 волостей.
7 червня 1926 року було проведено додаткове розмежування між Месягутовським кантоном і Златоустовським, Кунгурським, Свердловським округами Уральської області. У 1929—1930 року до складу Месягутовському кантону була передана частина території Златоустівського округу.
20 серпня 1930 року Месягутовський кантон був розформований, а його територія увійшла до складу новоутворених районів автономної республіки: Старо-Белокатайського (частини Айлінської, Ємашинської, Дуван Мечетлинської, Старо-Белокатайської волостей), Дуванського (Дуванська, частини Більше-Окинської, Месягутовської, Верхньо-Кігінської), Верхньо-Кігінського (Калмакуловськя, Мурзаларськя, частини Айлинской, Верхньо-Кигинской, Дуван-Мечетлинской, Месягутовской вол.), Дуван-Мечетлинского (частини Більше-Окинской, Дуван-Мечетлинської та Ємашинської волостей).

## Населення
Чисельність населення за даними Всесоюзного перепису населення 1926 року у Месягутовскому кантоні:
| Чисельність населення | Чоловіки | Жінки  | Обох статей |
| --------------------- | -------- | ------ | ----------- |
| Все населення         | 73 198   | 87 021 | 160 219     |
| Міське населення      | 1 891    | 2 295  | 4 186       |
| Сільське населення    | 71 307   | 84 726 | 156 033     |

## Господарство
Переважно було розвинуте сільське господарство. У 1927 році площа ріллі складала 128,5 тис. га, в тому числі посіви вівса — 44,4 тис. га, пшениці — 39,2 тис. га, жита — 35 тис. га, ячменю — 0,8 тис. га, картоплю-ля — 2,5 тис. га, льону — 2,9 тис. га, гречки — 1 тис. га.
Поголів'я ВРХ складало 95060, коней — 59879, овець — 138578, кіз — 8588, свиней -17743.
У 1927 році діяли Месягутовський цегляний і Ярославський шкіряний заводи. Станом на 1926 рік функціонувало 57 базарів.
Також функціонувало 149 шкіл 1-го ступеня. З них із викладанням башкирською мовою — 55, мордовською — 1, російською — 67, татарською — 25 та естонською — 1. У 1928 році було 9 бібліотек та 17 хат-читалень. Крім того, в 1930 році працювало 6 лікарень, 3 амбулаторії та 11 фельдшерських пунктів.